# 阿拉营镇
阿拉营镇位于中国湖南省西部凤凰县境内，是凤凰县的第二大乡镇。阿拉营镇北联重庆黔江、西接贵州铜仁、南邻怀化地区，距凤凰县城24公里。地处湘黔边境，地理位置优越，素有“湘西门户”之称。
现在的阿拉营镇是2005年由原阿拉营镇与原黄合乡合并组成，镇内辖26个行政村，1个居委会。镇内居民主要为苗族、土家族、回族。
阿拉营镇在阴历逢二逢七时会有集市（墟场），其集市是湘黔边区最大的农村边贸市场。

## 行政区划
下辖以下地区：
和平社区、阿拉村、安坪村、铁马村、葡萄村、龙合村、新寨村、宜斗村、教场村、新岩村、金沙村、西牛村、报木关村、老岩村、团结村、黄丝桥村、大坪新场村、黄合营村、湾田村、安井村、龙井村、天星村、川岩村、舒家塘村、白果村、木桶井村和化眉村。